# 柳河水库
柳河水库是中国黑龙江省绥化市庆安县柳河镇境内的一座水库，位于柳河上，建于1970年。水库正常库容为3300万立方米，集雨面积为165平方千米，海拔为212.71米。